# Graftonita-(Ca)
La graftonita-(Ca) és un mineral de la classe dels fosfats que pertany al grup de la graftonita. Rep el nom per la seva relació amb la graftonita.

## Característiques
La graftonita-(Ca) és un fosfat de fórmula química CaFe2+₂(PO₄)₂. Va ser aprovada com a espècie vàlida per l'Associació Mineralògica Internacional l'any 2017, sent publicada per primera vegada el 2018. Cristal·litza en el sistema monoclínic. La seva duresa a l'escala de Mohs és 5.
L'exemplar que va servir per a determinar l'espècie, el que es coneix com a material tipus, es troba conservat al: type material is deposited in the collections of the mineralogical museum, university of wrocław, cybulskiego 30, 50-205 wrocław, poland, catalogue number mmwr iv7674

## Formació i jaciments
Va ser descoberta a les pegmatites de Michałkowa, a la localitat de Gmina Świdnica, al comtat de Świdnica (Voivodat de Baixa Silèsia, Polònia). També ha estat descrita a Malga Garbella di sotto, a la província de Trento (Itàlia). Aquests dos indrets són els únics de tot el planeta on ha estat descrita aquesta espècie mineral.